# Anne Rathsfeld
Anne Rathsfeld (* 1970 in Ost-Berlin) ist eine deutsche Schauspielerin.

## Leben
Nach ihrem Abitur absolvierte Anne Rathsfeld von 1988 bis 1992 ein Studium an der Hochschule für Film und Fernsehen Konrad Wolf, das sie mit dem Diplom abschloss. Am ISFF in Berlin belegte sie 2000 einen Kurs in Camera acting und im darauffolgenden Jahr einen Lehrgang für Synchronsprechen. Seit 1992 hatte Rathsfeld eine große Anzahl von Engagements an verschiedenen deutschen Bühnen, so von 1992 bis 1994 an der Neuen Bühne Senftenberg, von 1994 bis 1999 am Brandenburger Theater und daran anschließend bis 2000 am Staatstheater Schwerin. Nach einer Verpflichtung am Tourneetheater Landgraf trat sie 2002 bei den Burghofspielen in Eltville auf. Weitere Stationen waren das Landestheater Tübingen, die Volksbühne Berlin, das Theater Heidelberg, das Gerhart-Hauptmann-Theater Görlitz-Zittau, das Stadttheater Fürth und das Oldenburgische Staatstheater. Zuletzt gastierte Rathsfeld in Berlin im Theater an der Parkaue und dem Schlosspark Theater.
In Schillers Maria Stuart verkörperte Anne Rathsfeld am Brandenburger Theater die Königin Elisabeth I., bei den Burghofspielen in Eltville sah man sie als Titelfigur. Weitere bekannte Rollen waren die Lady Milford in Kabale und Liebe, die Regan in Shakespeares König Lear oder die Gräfin Almaviva in Der tollste Tag von Peter Turrini nach Beaumarchais.
Gelegentlich ist Anne Rathsfeld auch vor der Kamera zu sehen, so spielte sie 1994 in zwei Folgen der Familienserie Elbflorenz sowie in den Serien Im Namen des Gesetzes und Tierärztin Dr. Mertens. Ferner hatte sie Gastrollen in den Tatort-Episoden Dagoberts Enkel und Atlantis. 
Im Jahr 2024 wirkte sie in der Rolle einer Psychotherapeutin in Rosa von Praunheims Dokudrama Dreißig Jahre an der Peitsche mit. Von Praunheim besetzte Rathfeld erneut in seinem mit einem Teddy Award ausgezeichneten Film Satanische Sau (2025).
Anne Rathsfeld wirkte darüber hinaus in den Hörspielen Whoosh!!! (Regie: Tom Gerber) und Heidi und Mutter (Regie: Stefanie Lazai) sowie den Hörbüchern Mr Bink und Hörig mit.

## Filmografie (Auswahl)
- 1994: Elbflorenz – Auf eigene Gefahr
- 1994: Elbflorenz – Die Aushilfschefin
- 1999: Tatort – Dagoberts Enkel
- 2000: Herzschlag – Das Ärzteteam Nord – Herzattacke
- 2003: Tatort – Atlantis
- 2004: Die Kinder meiner Braut
- 2008: Im Namen des Gesetzes – Meine Tochter
- 2009: Tierärztin Dr. Mertens – Nachwuchssorgen
- 2010: Die Geschichte Mitteldeutschlands – Kaiserin Adelheid – Die mächtigste Frau der Ottonen
- 2011: Swans – Hunger nach Leben
- 2013: Die Geschichte Mitteldeutschlands – Markus Wolf – Mielkes bester Mann
- 2018: In aller Freundschaft – Überraschung
- seit 2021: Gute Zeiten, schlechte Zeiten (Fernsehserie, 15 Folgen)
- 2024: Dr. Nice: Gebrochene Herzen
- 2024: Dreißig Jahre an der Peitsche
- 2025: Satanische Sau